# Feri Lainšček
Feri Lainšček (Dolenci, 5 ottobre 1959) è uno scrittore, poeta e sceneggiatore sloveno.
Il suo nome di battesimo è Franc Lainšček ed è nato nel villaggio di Dolenci presso Šalovci nella Slovenia nord-orientale, che a quel tempo faceva parte della Repubblica Socialista Federale di Jugoslavia. Ha studiato giornalismo all'Università di Lubiana. Negli anni ottanta ha lavorato come speaker dell'emittente radiofonica statale Radio Ljubljana. Dagli anni novanta vive a Murska Sobota nella regione del Prekmurje, in cui è nato.
Nel 2007 ha scritto la sceneggiatura del film Petelinji zajtrk ("La colazione del gallo") di Marko Nabersnik, il film di maggior successo nella storia del cinema sloveno, che si basa su uno dei romanzi di Lainšček.
In Italia Beit casa editrice ha tradotto La ragazza della Mura
Alle elezioni politiche del 2008, Lainšček si è presentato nelle liste del partito social-liberale Zares.